# Edda Magnason
Edda Karin Hjartardóttir Magnason (Sjöbo, 22 de agosto de 1984) é uma cantora, compositora, musicista e atriz sueca. Ela já lançou três álbuns de estúdio, e fez sua estreia como atriz no filme Waltz for Monica (2013), interpretando o papel de Monica Zetterlund.

## Biografia
Magnason cresceu em uma pequena vila perto de Ystad, na Suécia. Ela começou a escrever suas próprias peças na infância, sonhando em se tornar uma pianista de música clássica. Aos 16 anos, começou a escrever músicas que ela transformou em fitas gravadas. Algumas dessas canções foram usadas na trilha sonora do filme sueco Hot Dog de 2002. Ela lançou seu álbum de estreia autointitulado, Edda Magnason, em janeiro de 2010, pelo Caprice Records. Em março de 2011, lançou seu segundo álbum, Goods, em março de 2011, pela gravadora Adrian Recordings.
Em 2013, assinou contratos tanto com a Warner Music quanto com a Sony/ATV Music Publishing, e em novembro de 2014 lançaram seu terceiro álbum, Woman Travels Alone, que ela produziu junto com Johan Lindström.
Magnason interpretou o papel da lendária cantora de jazz sueca Monica Zetterlund, no filme Waltz for Monica, que foi lançado em setembro de 2013. Este foi o primeiro papel como atriz.

## Discografia
Álbuns
| Ano  | Álbum               | Melhor posição |
| Ano  | Álbum               | SUE            |
| ---- | ------------------- | -------------- |
| 2010 | Edda Magnason       | –              |
| 2011 | Goods               | –              |
| 2014 | Woman Travels Alone | 27             |

Trilha sonora
| Ano  | Álbum                 | Melhor posição | Melhor posição | Melhor posição | Certificação |
| Ano  | Álbum                 | SUE            | DIN            | FIN            | Certificação |
| ---- | --------------------- | -------------- | -------------- | -------------- | ------------ |
| 2014 | Monica Z - Soundtrack | 3              | 8              | 50             |              |

Compilação EP
- 2012: Jona

Outros/álbuns conjuntos
- 2012: Steve Reich: Electric Counterpoint (com Mats Bergstrom, Steve Reich, Magnus Persson, Johan Liljedahl, Svante Henryson, Jonas Ostholm & Edda Magnason) (compilação)

Singles
- 2011: "Handsome"
- 2011: "Blondie"
- 2013: "Sakta vi gå genom stan"
- 2015: "So Meny Layers of Colours Become a Deep Purple Heart"
- 2015: "Cocoamber (Neeco Delaf Remix)"